# Old Parish Church of Kirkmaiden

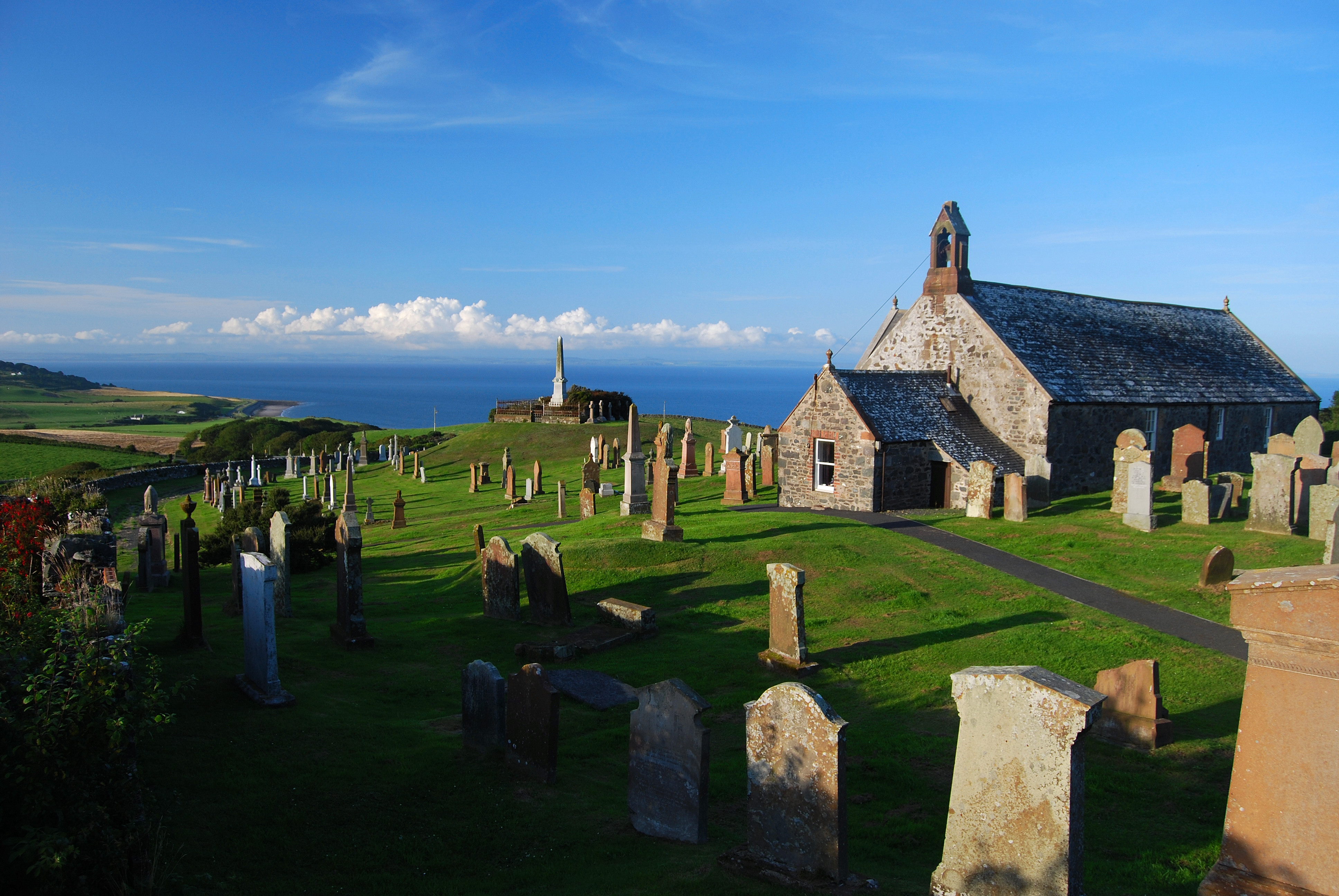
Old Parish Church of Kirkmaiden

Die Old Parish Church of Kirkmaiden, umgangssprachlich auch Kirk Covenant, ist ein Kirchengebäude der presbyterianischen Church of Scotland nahe der schottischen Ortschaft Drummore in der Council Area Dumfries and Galloway. 1972 wurde das Bauwerk in die schottischen Denkmallisten in der höchsten Denkmalkategorie A aufgenommen.

## Geschichte
Die früheste Erwähnung eines Kirchengebäudes in dieser Region geht auf das Jahr 1386 zurück. Die Kirche lag rund fünf Kilometer südlich des heutigen Gebäudes. Mit Baubeginn der heutigen Kirche im Jahre 1638 wurde sie obsolet. 1638 ging als Jahr des Treueeids der Covenanters auf den National Covenant in die Geschichte ein. Dieser Zusammenhang ist verantwortlich für den umgangssprachlichen Kirchennamen „Kirk Covenant“. Der Bau zog sich über einen längeren Zeitraum hin und wurde erst in den 1650er Jahren abgeschlossen. Um ein erweitertes Sitzplatzangebot zu bieten, wurde die Galerie 1885 überarbeitet. Der Andachtsraum stammt aus dem Jahre 1921. Zehn Jahre später wurde der Parish von Kirkmaiden mit dem Parish Drummore fusioniert. Als Pfarrkirche fungierte fortan die St Medan’s Church in Drummore.
Die Glocke der Old Parish Church of Kirkmaiden, die ab dem frühen 17. Jahrhundert in Verwendung war, stammt aus Castle Clanyard. Die Inschrift besagt, dass sie 1534 von John Morrison für Nicholas Ramsay, Lord Dalhousie gegossen wurde. 1885 wurde sie an das Logan House verbracht und um 1945 wieder in der Kirche installiert.

## Beschreibung
Die Kirche steht inmitten des Weilers Kirkmaiden auf der Rhins of Galloway. Ihr Mauerwerk besteht aus Bruchstein. Das Gebäude weist einen T-förmigen Grundriss auf. An der Westseite schließt sich außerdem der neuere Andachtsraum an. Auf dem darüberliegenden Giebel sitzt firstständig ein Dachreiter aus rotem Sandstein mit dem offenen Geläut auf. Er schließt mit einer Wetterfahne ab. Entlang der Fassaden sind zwölfteilige Sprossenfenster verbaut. Das Gebäude schließt mit einem schiefergedeckten Satteldach.
Eine Bruchsteinmauer friedet den umgebenden Friedhof ein. Mit pyramidalen Kappen abschließende quadratische Pfosten tragen die zweiflügligen eisernen Zugangstore. Es sind zahlreiche ornamentierte Grabsteine aus dem 18. und 19. Jahrhundert erhalten. Hervorzuheben ist ein Grabstein in Form eines Leuchtturms auf dem Grab eines ehemaligen Leuchtturmwärters des Mull of Galloway Lighthouse aus dem Jahre 1852. Ein neuerer Friedhof schließt sich an der Ostseite an.